# Omega Serpentis
Omega Serpentis (34 Serpentis) é uma estrela na direção da constelação de Serpens. Possui uma ascensão reta de 15h 50m 17.53s e uma declinação de +02° 11′ 47.8″. Sua magnitude aparente é igual a 5.21. Considerando sua distância de 263 anos-luz em relação à Terra, sua magnitude absoluta é igual a 0.68. Pertence à classe espectral G8III.